# ورزرد علیا
ورزرد علیا، روستایی از توابع بخش مرکزی شهرستان ایذه در استان خوزستان ایران است.این روستا در بخش مرکزی شهرستان ایذه در دهستان مرغا قرار دارد ، ساکنین این روستا از طوایف بختیاری هستند و به گویش بختیاری صحبت میکنند.

## جمعیت
این روستا در دهستان مرغا قرار دارد و براساس سرشماری مرکز آمار ایران در سال ۱۳۸۵، جمعیت آن ۲۳۴ نفر بوده‌است.